# Gmina Klos (okręg Elbasan)
Gmina Klos (alb. Komuna Klos) – gmina  położona w środkowej części Albanii. Administracyjnie należy do okręgu Elbasan w obwodzie Elbasan. W 2011 roku populacja gminy wynosiła 3262, w tym 1902 kobiet oraz 2023 mężczyzn, z czego Albańczycy stanowili 93,97% mieszkańców.
W skład gminy wchodzi czternaście miejscowości: Klos, Bejn, Klos Katund, Shëngjun, Plani i Bardhë, Fullqeti, Darsi, Fshati, Beli, Unjata, Plesha, Cerruja, Patini, Bershini.